# اوری دنیسون
آوری دنیسون (انگلیسی: Avery Dennison) شرکت بسته‌بندی آمریکایی است، که در سال ۱۹۹۰ تأسیس شد.